# خوسيه كارلوس رودريغوس
خوسيه كارلوس رودريغوس هو صحفي برازيلي، ولد في 1844، وتوفي في 1922.